# Liste de jeux vidéo musicaux
La liste de jeux vidéo musicaux répertorie les jeux vidéo en rapport avec la musique, classés par ordre alphabétique.
- JM : Jeu vidéo musical
- MI : Musique interactive
- K : Karaoké
- R : Rythme
- D : Danse

- Haut – A
- B
- C
- D
- E
- F
- G
- H
- I
- J
- K
- L
- M
- N
- O
- P
- Q
- R
- S
- T
- U
- V
- W
- X
- Y
- Z

## A
- ABBA: You Can Dance - (D) ;
- A Dance of Fire and Ice - (R) ;
- Aerosmith: Quest for Fame - (R) ;
- Alvin et les Chipmunks - (R) ;
- Amplitude - (R) ;
- Audiosurf - (MI) ;
- Audiosurf 2 - (MI, R).

## B
- B-Boy - (R) ;
- Baby Universe - (MI) ;
- Band Hero - (K, R) ;
- Beat da Beat - (R) ;
- Beat Hazard - (R) ;
- Beat Planet Music - (R) ;
- Beat the Beat: Rhythm Paradise - (R) ;
- Beat Saber - (R) ;
- Beaterator - (MI, R) ;
- Beatmania - (R) ;
- BeForU - (R) ;
- Bit.Trip Beat - (R) ;
- Bit.Trip Fate - (R) ;
- Boogie - (K, R, D) ;
- Boogie Superstar - (K, D) ;
- Britney's Dance Beat - (R) ;
- Bust a Groove - (R)

## C
- Child of Eden - (MI) ;
- Chime - (R) ;
- Crypt of the NecroDancer - (R).

## D
- Daigassō! Band Brothers - (R) ;
- Dance Central - (D) ;
- Dance Central: Spotlight - (R) ;
- Dance Dance Revolution SuperNova 2 - (D) ;
- Dance Dance Revolution: 2nd Mix - (D) ;
- Dance Dance Revolution: Club Mix - (R) ;
- Dance Dance Revolution: Disney Dancing Museum - (R) ;
- Dance Freaks - (R) ;
- Dance ManiaX - (R) ;
- Dancing Stage Mario Mix - (R) ;
- Dark Room Sex Game - (R) ;
- Def Jam Rapstar - (R) ;
- DJ Hero - (R) ;
- Donkey Konga - (R) ;
- Donkey Konga 2 - (R) ;
- Donkey Konga 3 - (R) ;
- DrumMania - (R).

## E
- EJay - (R) ;
- Electroplankton - (MI) ;
- Elite Beat Agents - (R).

## F
- Fantasia : Le Pouvoir du son - (R) ;
- Fract OSC - (R) ;
- Frequency - (R) ;
- Frets on Fire - (R) ;
- Friday Night Funkin' - (R).

## G
- Gitaroo Man - (R) ;
- Green Day: Rock Band - (K, R) ;
- Guitar Hero - (R) ;
- Guitar Hero 3: Legends of Rock - (R) ;
- Guitar Hero 5 - (K, R) ;
- Guitar Hero II - (R) ;
- Guitar Hero Live - (R) ;
- Guitar Hero: Aerosmith - (R) ;
- Guitar Hero: Metallica - (K, R) ;
- Guitar Hero: On Tour - (R) ;
- Guitar Hero: On Tour Decades - (R) ;
- Guitar Hero: On Tour Modern Hits - (R) ;
- Guitar Hero: Rocks the 80s - (R) ;
- Guitar Hero: Smash Hits - (K, R) ;
- Guitar Hero: Van Halen - (K, R) ;
- Guitar Hero: Warriors of Rock - (K, R) ;
- Guitar Hero: World Tour - (K, R) ;
- GuitarFreaks - (R).

## H
- Helix - (R).

## I
- In the Groove - (D).

## J
- Jam with the Band - (R) ;
- JamLegend - (R) ;
- Jubeat - (R) ;
- Just Dance - (D) ;
- Just Dance 2 - (D) ;
- Just Dance 2014 - (D) ;
- Just Dance 2015 - (D) ;
- Just Dance 2016 - (D) ;
- Just Dance 2017 - (D) ;
- Just Dance 3 - (D) ;
- Just Dance 4 - (D) ;
- Just Dance Kids 2014 - (D) ;
- Just Dance Now - (D) ;
- Just Dance: Disney Party 2 - (D) ;
- Just Sing - (K).

## K
- Kitty the Kool - (R).

## L
- Lego Rock Band - (R) ;
- Let's Tap - (R) ;
- Lumines - (R) ;
- Lumines Electronic Symphony - (R).

## M
- Mad Maestro - (R) ;
- Maestro! Jump in Music - (MI, R) ;
- Mario Paint - (JM) ;
- Michael Jackson: The Experience - (D) ;
- Moero! Nekketsu Rhythm Damashii Osu! Tatakae! Ōendan 2 - (R) ;
- Mojib-Ribbon - (R) ;
- Music - (MI).

## O
- O2Jam - (R) ;
- Osu! - (R) ;
- Osu! Tatakae! Ōendan - (R) ;
- Otocky - (MI).

## P
- Para Para Paradise - (R) ;
- PaRappa the Rapper - (R) ;
- PaRappa the Rapper 2 - (R) ;
- Patapon - (R) ;
- Patapon 2 - (R) ;
- Persona 4: Dancing All Night - (R) ;
- Phase - (MI, R) ;
- Pop Superstar : En route pour la célébrité - (R) ;
- Pop'n Music 15: Adventure - (R) ;
- Pop'n Music 7 - (R) ;
- Pop'n Music 9 - (R) ;
- Power Factory featuring C+C Music Factory - (JM).

## R
- Rez - (MI) ;
- "Rhythm Doctor" - (R) ;
- Rhythm Hunter: HarmoKnight - (R) ;
- Rhythm Paradise - (R) ;
- Rhythm Tengoku - (R) ;
- Rhythm Thief et les Mystères de Paris - (R) ;
- Rock Band - (K, R) ;
- Rock Band 2 - (K, R) ;
- Rock Band 3 - (K, R) ;
- Rock Band 4 - (K, R) ;
- Rock Band Unplugged - (R) ;
- Rocksmith - (R) ;
- Rocksmith 2014 - (R) ;
- Rocksmith+ - (R).

## S
- Samba de Amigo - (R) ;
- SimTunes - (MI) ;
- SingStar : Chansons magiques de Disney - (K) ;
- Soul Fjord - (R) ;
- Space Channel 5 - (R) ;
- Space Channel 5: Part 2 - (R) ;
- Spice World - (MI, R) ;
- StepMania - (D) ;
- Superstar SMTown - (R).

## T
- Tails and the Music Maker - (R) ;
- The Beatles: Rock Band - (K, R) ;
- The Black Eyed Peas Experience - (D) ;
- The Hip-Hop Dance Experience - (D) ;
- The Idolmaster - (R) ;
- Theatrhythm Final Fantasy - (R) ;
- Theatrhythm Final Fantasy: Curtain Call - (R) ;
- Thumper - (R).

## U
- U-Sing - (K) ;
- UltraStar - (K) ;
- UmJammer Lammy - (R) ;
- Unison: Rebels of Rhythm and Dance - (R).

## V
- Vib-Ribbon - (R) ;
- Voez - (R).

## W
- Wii Music - (JM).

## Y
- Your Shape: Fitness Evolved 2012 - (R) ;
- Your Shape: Fitness Evolved 2013 - (R).